# Plagiochila nudifolia
Plagiochila nudifolia là một loài rêu trong họ Plagiochilaceae. Loài này được (Steph.) Grolle mô tả khoa học đầu tiên năm 1971.